# Marko Jarc
Marko Jarc, slovenski pisatelj, pesnik in fotograf,  * 17. december 1957, Ljubljana, Slovenija.

## Življenje
Marko Jarc se je rodil v Ljubljani. Ob rojstvu je imel majhno možgansko krvavitev, zaradi katere je imel težave z govorom in motoriko in se je šolal v Domu za usposabljanje invalidne mladine v Kamniku (od leta 1972 do leta 1976).
Od leta 1976 je nekaj let delal kot knjižničar v Narodni univerzitetni knjižnici v Ljubljani. Ker iz zdravstvenih razlogov ni mogel študirati na visoki šoli, je kot slušatelj književnosti in filozofije obiskoval Filozofsko fakulteto v Ljubljani. Tam se je seznanil z dr. Matjažem Kmeclom (univerzitetnim profesorjem, književnikom in kasnejšim ministrom za kulturo), ki je postal njegov literarni mentor.
Danes se giblje v akademskih (Boris A. Novak), glasbenih (Lado Jakša), dramskih (Boris Cavazza), televizijskih (Primož Meško), fotografskih (Peter Pokorn) in literarnih krogih (Matjaž Zupančič).

## Delo
Marko Jarc je leta 1976 napisal prvo literarno besedilo in leta 1977 objavil svojo prvo črtico. Kratko prozo je objavljal  v več časnikih in revijah: Mentor, Mladina, Dialogi, Sodobnost, Problemi, Rodna gruda, Kurirček, Kekec, Pionirski list, Ciciban, Dnevnik, Delo, Nova revija ... Objavljal je tudi na Radiu Študent, Radiu Maribor, Radiu Slovenija in na italijanskem radiu RAI (program v slovenščini). Sprva je pisal samo za odrasle, kasneje pa tudi za mladino.
S fotografijo se je začel ukvarjati leta 1994. Leta 2000 je postal član foto kluba Anton Ažbe in bil leta 2005 izvoljen kot predsednik častnega razsodišča kluba. Leta 2006 je prejel častni naziv AFIAP mednarodne zveze za fotografsko umetnost (FIAP). Do tedaj je uporabljal analogno fotografsko tehniko. Svoje fotografije je samostojno razstavljal doma in na tujem.

### Za mladino
- Kralj žog in Sončni stric (Založba Mladinska knjiga, 1988).
- V deželi sončnic (Založba Mladika, 1992).
- Leta 1992 je bila njegova zgodba Dedek Dur uvrščena v berilo za 3. razred osnovne šole.
- Leta 1995 je bil kot mladinski pisatelj uvrščen v knjigo Od zvezd in nazaj avtorice Berte Golob.
- Leta 1996 je založba kaset in plošč RTV Slovenija izdala kaseto z naslovom Lahko noč, otroci, v kateri so zbrane njegove radijske oddaje.
- Leta 2000 je bil uvrščen v zbornik Bralne značke v tretjem tisočletju (ob 40 letnici Bralne značke Slovenije). Objavljen je pod rubriko Kamrica samogovora, kjer razmišlja o vplivu elektronskih medijev na knjigo.
- Kot mladinski pisatelj v okviru bralne značke večkrat tudi sam nastopa po osnovnih šolah.